# بيرانشهر سيتي (أصفهان)
علي أباد هي قرية في مقاطعة أصفهان، إيران. يقدر عدد سكانها بـ 6 نسمة بحسب إحصاء 2016.